# Morgenröthe-Rautenkranz
Morgenröthe-Rautenkranz ist ein Ortsteil der sächsischen Gemeinde Muldenhammer im Vogtlandkreis und staatlich anerkannter Erholungsort im Naturpark Erzgebirge-Vogtland.

## Geografie

### Lage
Morgenröthe-Rautenkranz liegt nordöstlich von Klingenthal, südlich von Zwickau und südwestlich von Aue in der Kammregion des vogtländischen Erzgebirges. Zum Ortsteil gehören die Siedlungen Morgenröthe, Rautenkranz, Sachsengrund im Tal der Großen Pyra und Muldenhammer an der Mündung der Großen Pyra in die Zwickauer Mulde.
Die Gemeinde gehört nach der Naturraumkarte von Sachsen zur Mesogeochore „Eibenstocker Bergrücken“, die Siedlung Morgenröthe zur Mikrogeochore „Morgenröther Talgebiet der Großen Pyra“ und die Siedlung Rautenkranz zum Teil zur Mikrogeochore „Rautenkranz-Schönheider Mulde-Tal“ und zum Teil zum „Tannenbergsthaler Rückengebiet“.

### Wetterstationen
Die Wetterstation einer Wetterprognosefirma im Ortsteil Morgenröthe liegt auf einer Höhe von 620 m ü. NN. Sie liefert häufig extreme Beobachtungswerte (beispielsweise Rekordminustemperaturen in der Nacht und dann relativ hohe Tagestemperaturen), weil sie in einer Talsenke liegt. So wurde Anfang Januar 2009 mit minus 31 Grad die niedrigste Temperatur in Deutschland gemessen, Ende Januar 2010 minus 24,6 Grad und Anfang Januar 2017 minus 24,2 Grad.
Zusätzlich gibt es eine private Wetterstation mit Webcam, deren auf einer Höhe von 680 m ü. NN gewonnene Daten ständig im Internet abrufbar sind.

### Klima
Siegfried Sieber gibt in seinem 1967 erschienenen Band „Die Bergbaulandschaft von Schneeberg und Eibenstock“ für die Höhenlage
625 m ü. NN den zwischen 1901 und 1950 gemessenen Niederschlag mit einer durchschnittlichen Jahresmenge von 1072 Millimetern an (Leipzig 545 Millimeter). Die Monatsspitze liegt im Juli mit 139 Millimetern (Leipzig 78 Millimeter). Aus dem Vorhandensein dieser Werte ist zu schließen, dass es schon lange an diesem Standort eine Wettermessstation gab.

## Wappen
| Wappen von Morgenröthe-Rautenkranz | Blasonierung: „In einem silbernen ellipsenförmigen Wappenschild mit grünen Rautenblättern umgeben eine aufgehende Sonne im Schildfuß, über der gekreuzt in schwarz das Bergmannszeichen Schlägel und Eisen schwebt. Senkrecht liegt noch eine schwarze Frischgabel mit den Zinken zum Schildhaupt gerichtet.“ |
| Wappen von Morgenröthe-Rautenkranz | |

## Geschichte
Die beiden Ortsteile Morgenröthe und Rautenkranz gingen aus Hammerwerken hervor, wobei in Morgenröthe ein gleichnamiges älteres Zinnbergwerk bestand.
Ende Dezember 1990 gab der Geschäftsführer der Geophysik GmbH Leipzig, Ulrich Stötzner, der Tageszeitung Die Welt die bislang geheimgehaltene Information, dass Morgenröthe-Rautenkranz bis in den Ortskern radioaktiv verseucht sei.
Am 1. Oktober 2009 schlossen sich Morgenröthe-Rautenkranz sowie die Nachbarorte Hammerbrücke und Tannenbergsthal zur neuen Einheitsgemeinde Muldenhammer zusammen.
| Wahl                           | Bürgermeister | Vorschlag | Wahlergebnis (in %) |
| ------------------------------ | ------------- | --------- | ------------------- |
| Auflösung (siehe Muldenhammer) |               |           |                     |
| 2008                           | Konrad Stahl  | CDU       | 99,5                |
| 2001                           | Konrad Stahl  | CDU       | 97,6                |

### Morgenröthe

Eisenhüttenwerk Morgenröthe um 1840

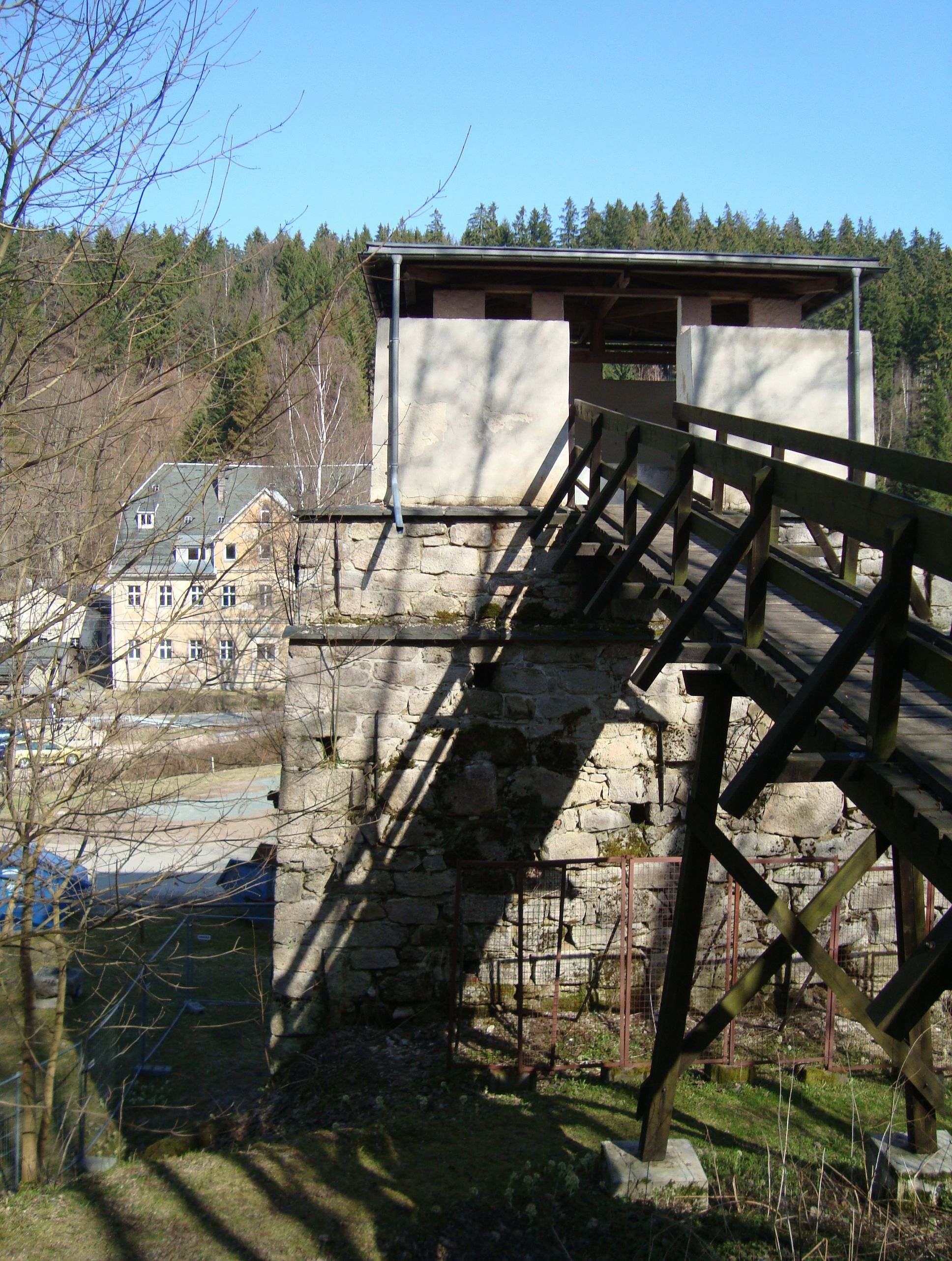
Historischer Hochofen von Morgenröthe

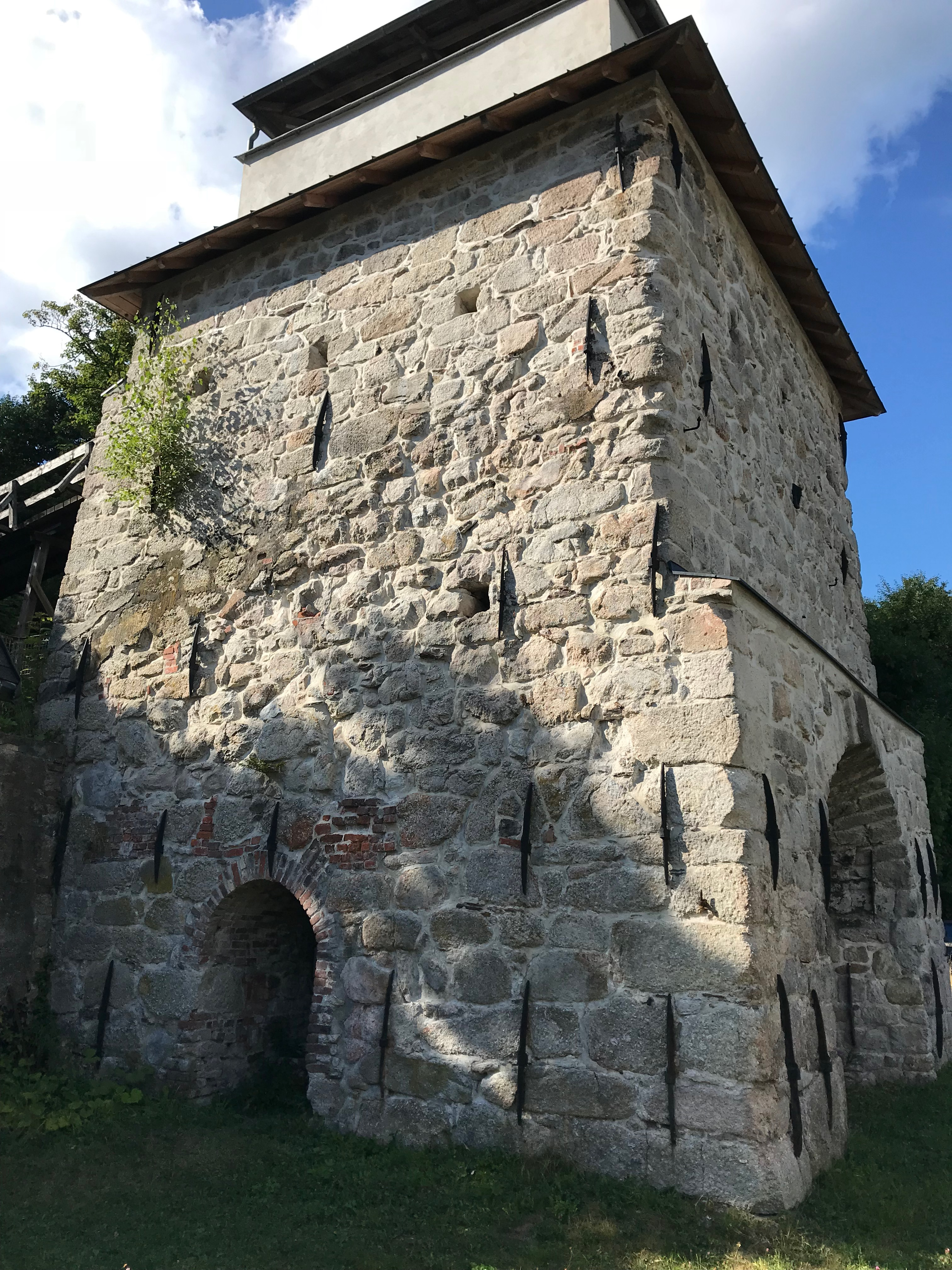
Hochofen im Freilichtmuseum

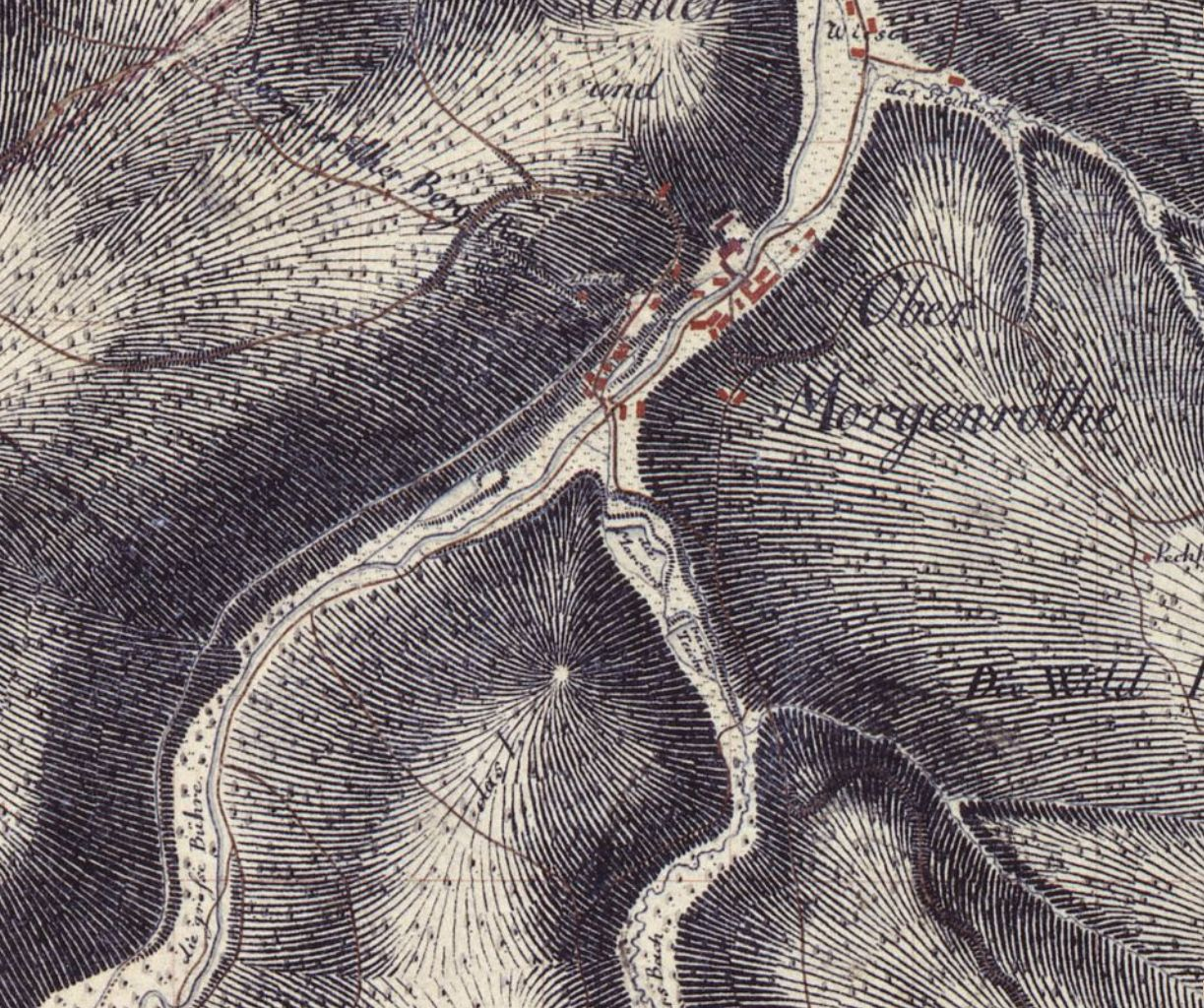
Morgenröthe in der Karte von 1791

Der Ortsteil Morgenröthe (ca. 660 m ü. NN) ist der ältere Teil der früheren Doppelgemeinde am Lauf der Großen Pyra. Die Siedlung geht auf ein an der Großen Pyra gelegenes Zinnbergwerk, „die Morgenröthe genandt“ zurück, das der aus Auerbach stammende kursächsische Kammer- und Bergrat sowie Berghauptmann Georg Pflugk d. Ä. (1569–1621), Herr auf Posterstein, um 1615 käuflich erworben hatte. Als Georg Pflugk beabsichtigte, dieses Bergwerk auf eigene Kosten beträchtlich zu erweitern und u. a. ein neues Zechenhaus, ein Pochwerk und eine Pochmühle anzulegen, erhielt er dazu am 8. April 1618 von Kurfürst Johann Georg I. von Sachsen ein entsprechendes Privileg und ein abgegrenztes Revier zugewiesen. Dies stellte die Gründungssituation des Dorfes dar. Der neuentstandene Ort gehörte zum Amt Voigtsberg.
Das Pflugk'sche Zinnbergwerk Morgenröthe erwarb die Ehefrau von Hans Rüdiger von Feilitzsch auf Treuen und von dieser erwarb es Hans Hutschenreuther aus Blauenthal. Dieser erlangte am 15. Juli 1652 beim Kurfürsten Johann Georg I. von Sachsen das Privileg für die Errichtung eines Hammerwerkes. Im Jahre 1658 ging das Werk an Caspar Wittich aus Wittigsthal, der sich das Privileg von 1652 durch Herzog Moritz von Sachsen-Zeitz am 1. Dezember 1661 erneuern ließ. Insgesamt wechselte das Hammerwerk bis 1798 zehnmal den Besitzer. In diesem Jahr ging es an Gottlob Emanuel Lattermann, einen Handelsmann aus Leipzig, der seinen 22-jährigen Sohn, Heinrich Ludwig Lattermann, mit der Führung des Morgenröther Hammerwerkes betraute.
Noch 1791 wurde in den Sächsischen Meilenblättern der Bereich unterhalb der Mündung des Steinbächels als „die Zinn Wiese“ bezeichnet.
Ende des 18. Jahrhunderts wurden Morgenröthes Ortsteile als Unter- und Ober-Morgenröthe bezeichnet. Diese Unterscheidung bestand bereits 1768.
Bereits im Jahr 1810 ging das Rautenkranzer Hammerwerk und einige Jahre später, 1835, das Tannenbergsthaler Hammerwerk in den Besitz der Lattermanns über.
1799 wurde ein neuer Hochofen in Morgenröthe gebaut, der im Juni 1799 angeblasen wurde und der bis 1820 seinen Dienst versah. Am 30. April 1819 erhielten die Besitzer die Konzession „zum Bau eines Hochofens und zur Anlegung eines Blechwalzwerkes und zur Errichtung anderer Eisenhüttenanlagen“. Dieser 1820 gebaute und bis 1874 in Betrieb befindliche Ofen ist noch in Morgenröthe zu besichtigen und zählte damals zu den größten seiner Art in Sachsen. Er gehört zu den wenigen erhaltenen historischen Hochöfen im Gebiet der neuen Bundesländer. Vergleichbare Anlagen sind nur noch in Schmalzgrube (erhaltener Hochofen von 1659), Brausenstein (erhaltener Hochofen von 1693), Peitz (erhaltener Hochofen von 1809) und Schmalkalden (Neue Hütte) (erhaltener Hochofen von 1835) vorhanden.
Zu den bekanntesten heute noch erhaltenen Produkten des Eisenwerkes zählt das 1831 gefertigte Schwarzenberg-Gebläse, ein in neugotischer Industrieform gestaltetes wasserradgetriebenes Hochofengebläse für die Antonshütte.
Am 24. Juli 1879 wurde ein Großteil des Eisenwerks bei einem Feuer zerstört, danach wiedererrichtet. Ab dieser Zeit arbeitete man jedoch mit einem Kupolofen, in dem Grau- bzw. Glockenguss gegossen wurde.
Morgenröthe wurde bekannt wegen seiner Pressenfabrikation (Spindel- und Exzenterpressen, auch Stanzautomaten) und wegen der Kirchenglocken der Marke „Schilling & Lattermann“, die von 1918 bis 1966 in diesem stillen Seitental der Zwickauer Mulde gegossen wurden. Die Glockengießerei Schilling in Apolda lieferte dazu die Berechnungen, und der Guss wurde vom Unternehmen Lattermann in einer besonderen Legierung (Klanghartguss – Klanghalbstahl) in der alten Gießhalle ausgeführt. Die größten in Morgenröthe hergestellten Glocken befinden sich im Dom zu Riga und in der Allerheiligenkirche. Sie wurden 1926/1927 gefertigt, wiegen jeweils 8,5 Tonnen, haben einen Durchmesser von 2,50 m und eine Höhe von 3,00 m.
Die Lattermanns wurden 1946 enteignet. Bis zur Zerstörung des Betriebes durch ein Feuer am 30. November 1968 wurde weiterproduziert, danach das Werk jedoch nicht wiedererrichtet.
Zur Zeit der DDR gab es in Morgenröthe ein Ferienheim der Deutschen Reichsbahn.

### Rautenkranz

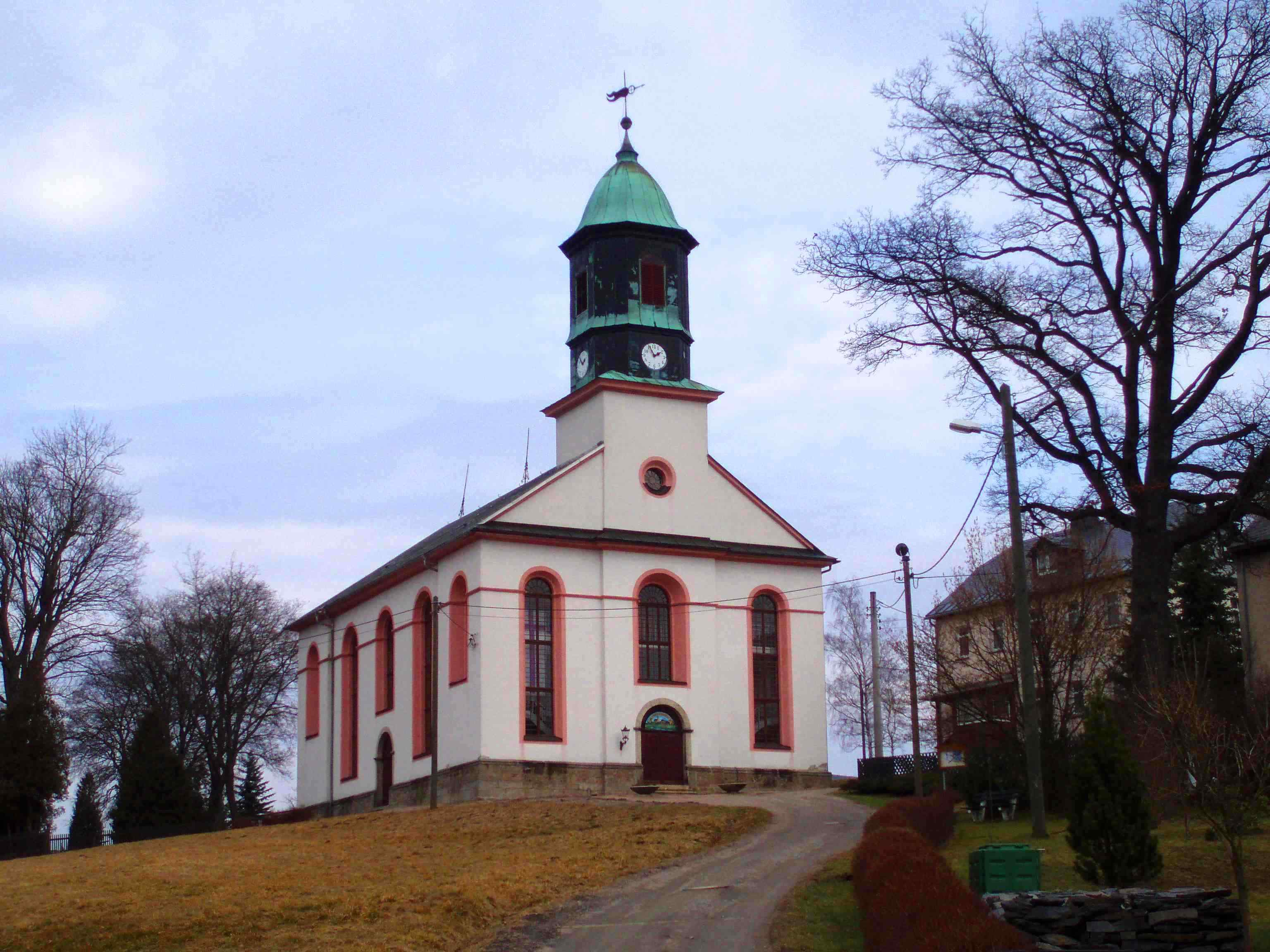
Kirche in Rautenkranz (2007)

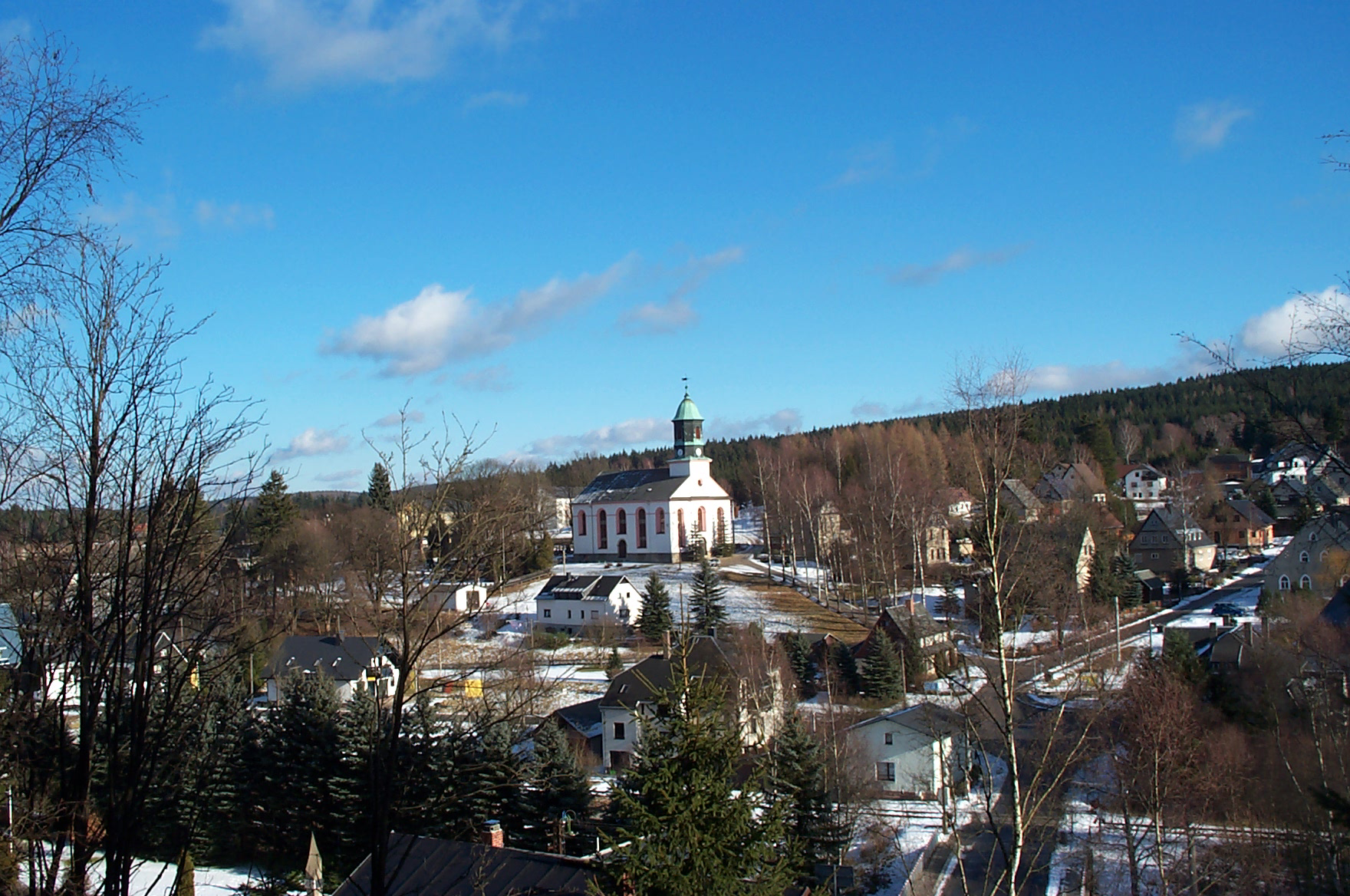
Rautenkranz

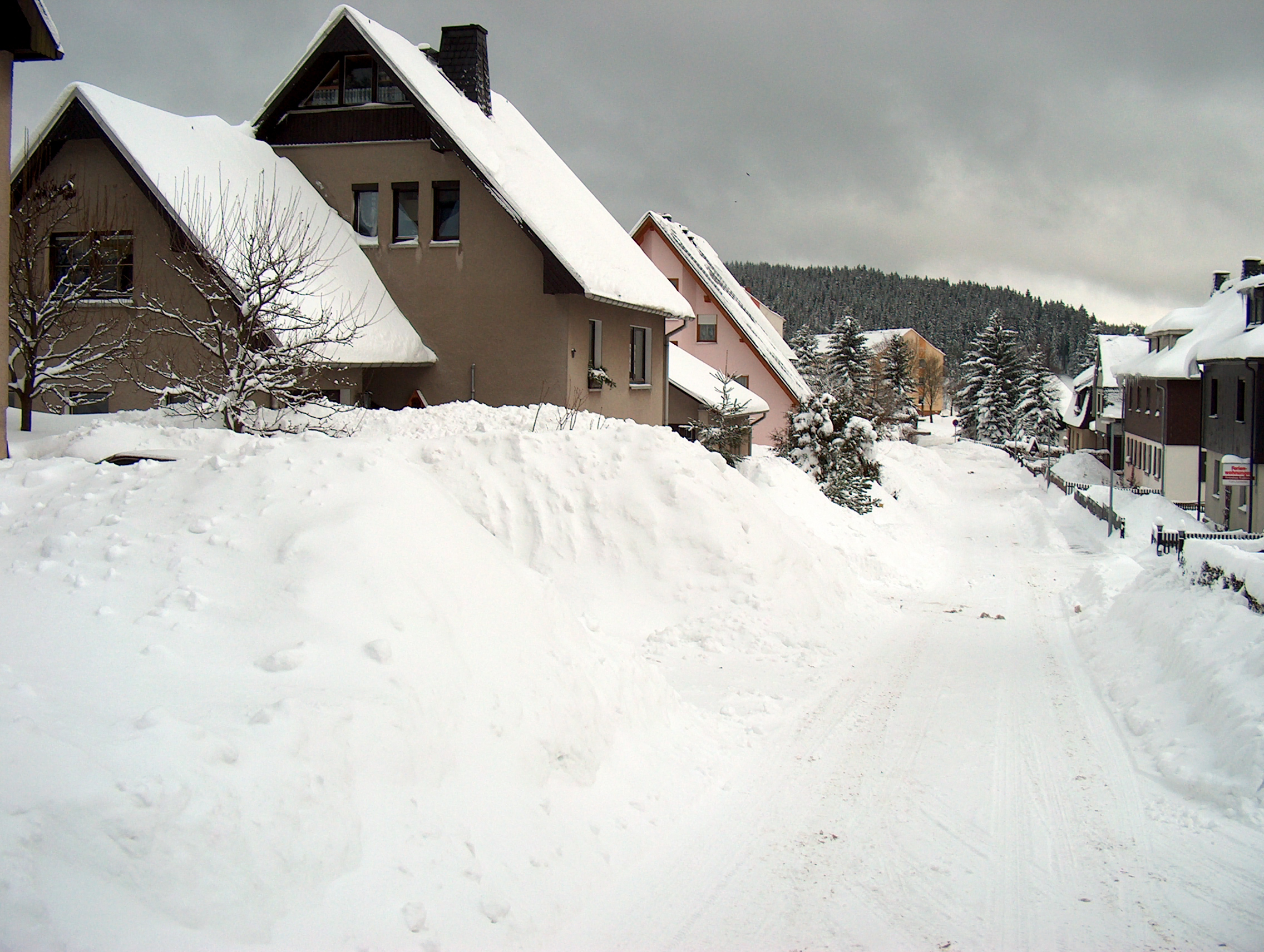
Winterimpressionen

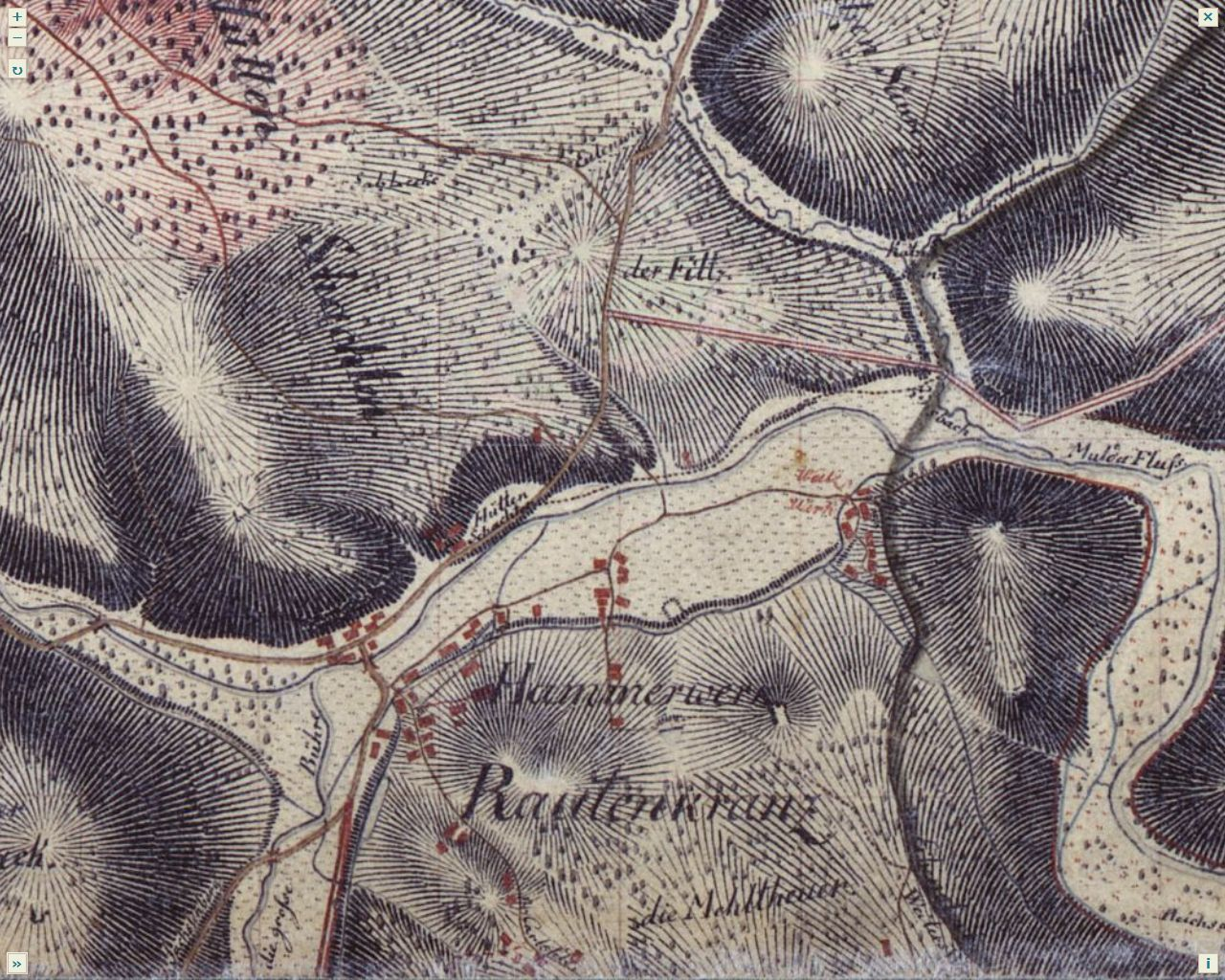
Rautenkranz mit Hammerwerk und Walzwerk an der Großen Pyra bei der Einmündung in die Zwickauer Mulde (Karte von 1791)

Rautenkranz ging aus einem Hammerwerk hervor, dessen Erbauung 1679 durch den Schichtmeister Elias Steiniger beantragt wurde. Jedoch können wie bei Morgenröthe schon Jahrzehnte zuvor Ansiedlungen durch den Bergbau bestanden haben. Den Namen hat der Gründer des Ortes, Elias Steiniger, dem Rautenkranz im kursächsischen Wappen entliehen. Fälschlicherweise wird der Name mit der rings um den Ort hin und wieder zu findenden Akeleiwiesenraute in Beziehung gebracht. Der Ort gehörte wie Morgenröthe zum Amt Voigtsberg.
In seinen Erinnerungen an Kindheit und Jugend in Rautenkranz beschreibt der in diesem Ort geborene Alwin Gerisch, der nach 1890 Vorsitzender der SPD in Deutschland wurde, das Leben der kleinen Leute im Gebirge in der Zeit von etwa 1865 an. An Alwin Gerisch erinnert die Alwin-Gerisch-Straße im Ortsteil Rautenkranz.

### Eingemeindungen
Morgenröthe und Rautenkranz wurden 1852 zu einer Gemeinde vereinigt. 1939 wurden Hohehaus, Sackhaus, Muldenhammer und Sachsengrund eingemeindet.

### SAPD-Hochburg in der Weimarer Republik
Morgenröthe-Rautenkranz war der einzige Ort in Deutschland, in welchem die 1931 gegründete linkssozialistische Sozialistische Arbeiterpartei Deutschlands (SAPD) eine absolute Mehrheit erreichen konnte; bei den Kommunalwahlen am 13. November 1932 erhielt sie 8 von 13 Mandaten.

### Einwohnerentwicklung
Entwicklung der Einwohnerzahl (ab 1971 31. Dezember):
| - 1834: 1015 - 1871: 1299 - 1890: 1510 - 1910: 1453 - 1925: 1435 - 1939: 1365 - 1946: 1484 | - 1964: 1420 - 1971: 1349 - 1998: 966 - 1999: 951 - 2000: 936 - 2001: 914 - 2002: 895 | - 2003: 894 - 2004: 881 - 2005: 871 - 2006: 855 - 2007: 826 - 2008: 807 |

 Datenquelle ab 1998: Statistisches Landesamt Sachsen
1910 war Morgenröthe-Rautenkranz unter den 69 Kommunen der Amtshauptmannschaft Auerbach auf Rang 21 der Einwohnerstatistik.

## Verkehr
Morgenröthe-Rautenkranz ist über die TaktBus-Linie 22 des Verkehrsverbunds Vogtland im Zweistundentakt mit Schöneck, Muldenberg und Tannenbergsthal verbunden. In Jägersgrün kann zur PlusBus-Linie 20 nach Klingenthal sowie zur TaktBus-Linie 23 nach Falkenstein umgestiegen werden.
Durch Rautenkranz führt die Bundesstraße 283.
Die durch Rautenkranz führende Bahnstrecke Chemnitz–Adorf (CA-Linie) wurde 1875 eröffnet. Mit dem Bau der Talsperre Eibenstock wurde diese Strecke unterbrochen und der durchgehende Verkehr am 27. September 1975 eingestellt. Im verbliebenen Abschnitt Muldenberg–Schönheide Süd (Wilzschhaus)–Schönheide Ost der CA-Linie wurde der Personenverkehr in Abschnitten zwischen 1979 und 1982 und der Güterverkehr 1996 eingestellt. Nach dem Ausbau einer Weichenverbindung in Muldenberg Ende der 1990er Jahre hat die Strecke keine Verbindung mehr zum übrigen Netz der DB und ist gleichsam eine Inselstrecke. Seit 2008 betreibt ein Förderverein einen Touristik- und Ausflugsverkehr mit einer Motordraisine zwischen Schönheide Süd und Hammerbrücke.
Der Ort liegt auf dem Radfernweg Euregio Egrensis und dem Fernwanderweg Eisenach–Budapest.

## Kultur und Sehenswürdigkeiten

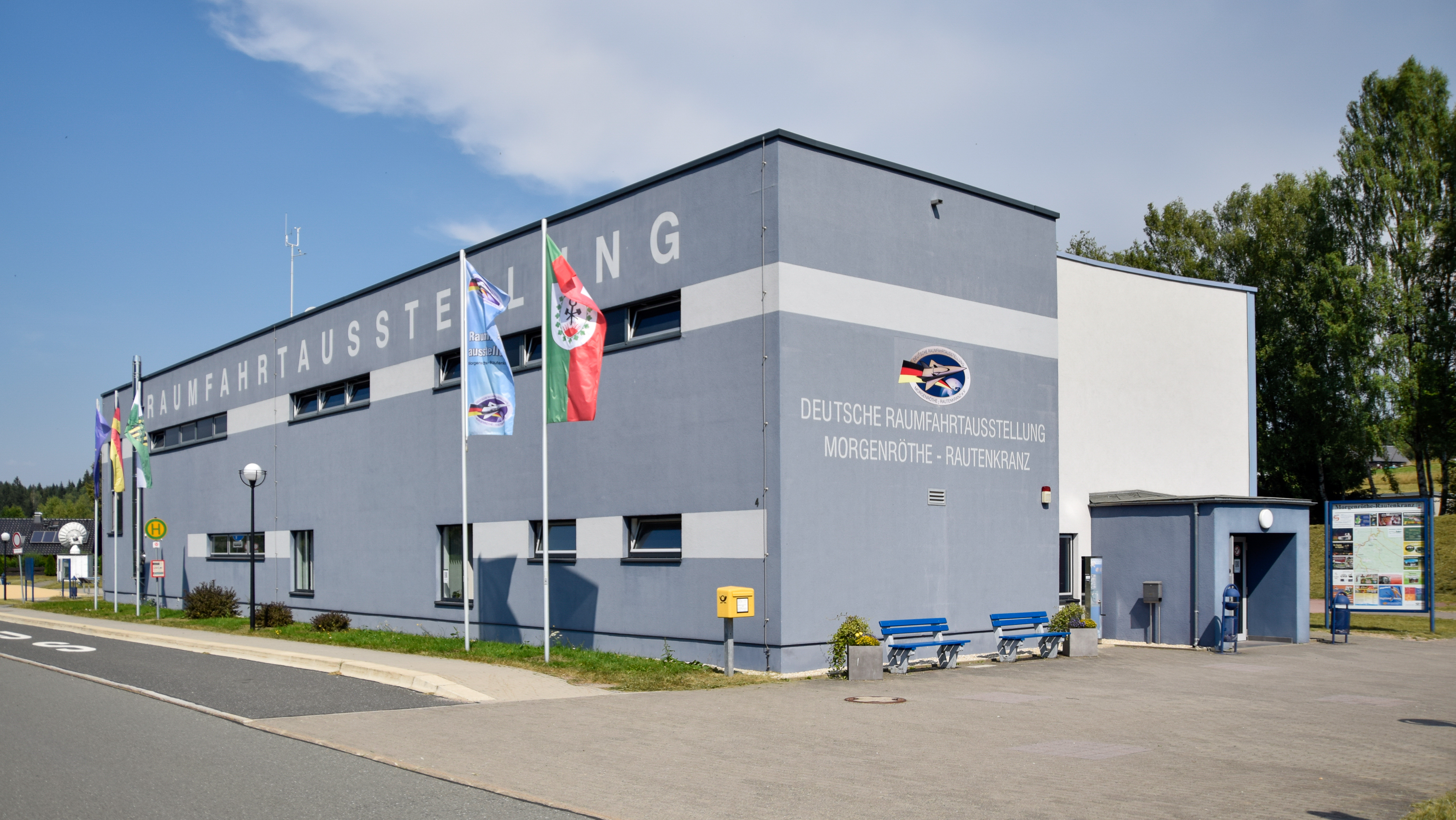
Gebäude der Deutschen Raumfahrtausstellung

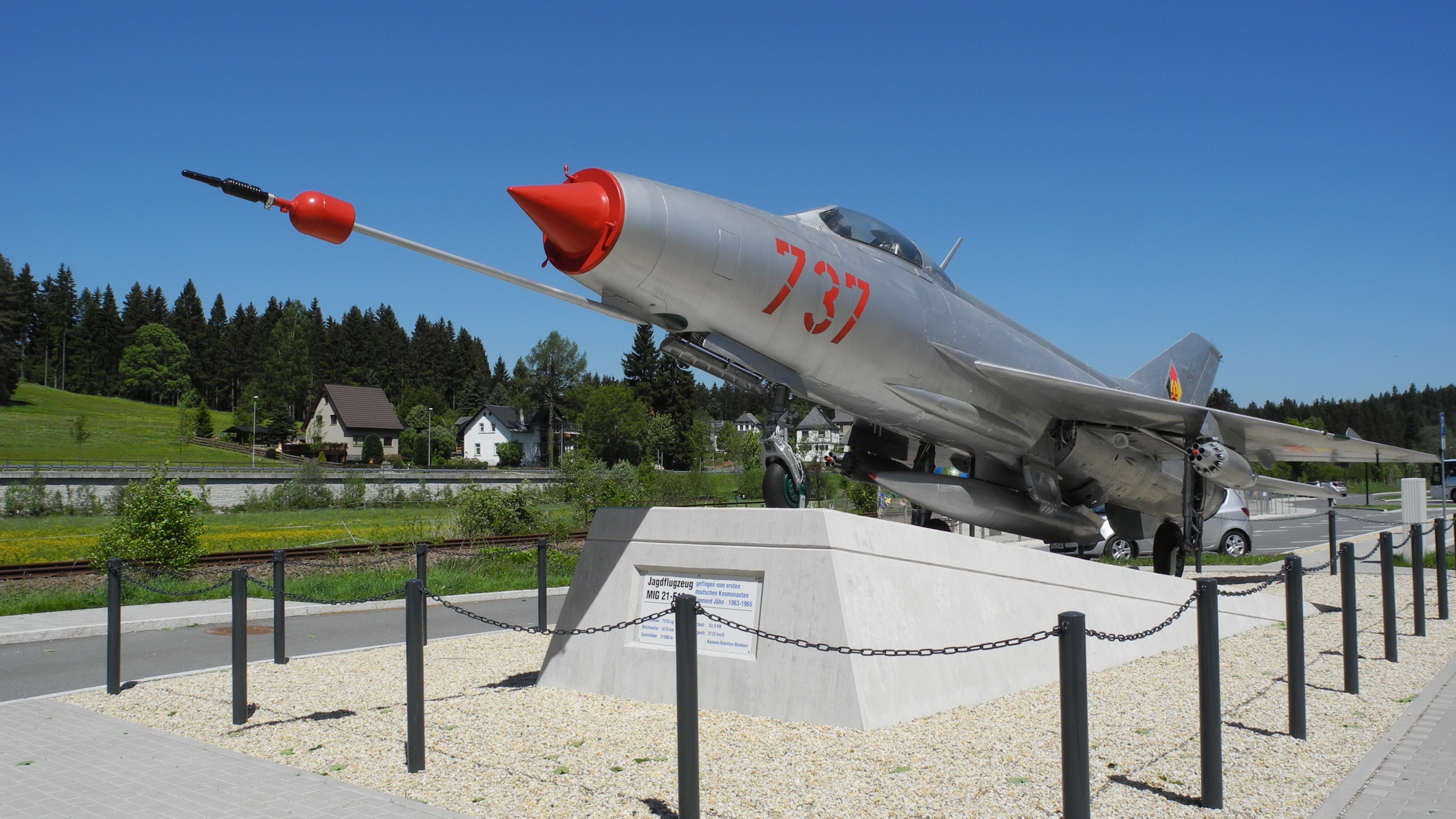
MiG-21, mit der Sigmund Jähn flog.

- MiG-21, mit der Sigmund Jähn flog.Deutsche Raumfahrtausstellung mit einer originalen MiG-21
- 4,5 m hohe Stele zur Erinnerung an den ersten Raumflug eines deutschen Kosmonauten im Jahr 1978, den in Rautenkranz geborenen Sigmund Jähn
- Heimatstube
- klassizistische Pfarrkirche, 1838–1842 errichtet
- Hochofen der ehemaligen Eisengießerei

## Persönlichkeiten
- Morgenröthe
  - Heinrich Ludwig Lattermann (1776–1839), Hammerherr und Politiker
  - Hermann Lattermann (1809–1867), Hammerherr und Politiker
  - Carl Friedrich Zimmermann (1817–1898), Erfinder der deutschen Konzertina
  - Gottfried Lattermann (1879–1950), Hammerherr und Mundartdichter

- Rautenkranz
  - Alwin Gerisch (1857–1922), Vorsitzender der SPD und Weggefährte von August Bebel.
  - Sigmund Jähn (1937–2019), Raumfahrer / Kosmonaut, erster Deutscher im Weltraum.